# Туркијски народи
Туркијски народи (турски народи или турскотатарски народи), или само Туркијци (Турци или Туркотатари), народи су који говоре језицима туркијске гране, алтајске породице језика. Историјски и језички се повезују са народима које су Кинези називали Ту-чих (T'u-chüeh), а чије се царство у 6. веку простирало од Монголије и северних граница Кине до Црног мора.
Туркијске народе данас великим делом повезује ислам, искључујући из тога поједине туркијске народе као сибирске Јакуте, Чуваше у подручју Волге, Гагаузе у Молдавији, итд. Туркијске народе географски данас деле на две главне гране, западне и источне. Западне Туркијце представљају народи југоисточне Европе и подручја југозападне Азије, у Анадолији и северозападном Ирану. Источна група Туркијаца насељена је у средњој Азији, Казахстану и Ујгурском аутономном региону.

## Историја
О самом пореклу Туркијаца мало је познато. Кинески документи из 6. века спомињу царство Ту-чих које се састојало из два дела, а дели су их на северне и западне Туркијце. У 7. веку царство подпада под власт династије Танг, али су се северни Туркијци ослободили Кинеза и очували самосталност до 744. године. Најстарији туркијски записи (орхон) из 8. века описује ово царство као конфедерацију туркијских племена, и то Огузе; Ујгуре дуж Селенге у садашњој Монголији; Киргизе дуж Јенисеја у централној Русији. Огузи су мигрирали на запад, у Иран и Авганистан. У Ирану су огуска племена позната као Селџуци, који у касном 11. веку стварају своје царство које се простире од Аму Дарје до Персијског залива и Инда а на западу до Медитерана. Године 1071. селџучки султан Алп Арслан је потукао византијске снаге у бици код Манзикерта, и ослободио је тако пролаз за неколико милиона Огуза у Анатолију. Ту се ускоро један од племенских главешина осамостаљује и оснива у раном 14. веку Османско царство, његово име је било Осман. Туркијци који су населили Анатолију, и касније се раширили и на Балкан, су постали познати по Осману, под именом Османлије. Данас ове Османлије, као осниваче турске државе, називамо именом Турци.
На Далеком истоку, у централној Азији, Ујгури су истерани из Монголије. Пре се ту водила борба међу туркијским племенима, за контролу над Монголијом. Ујгури се тада у 9. веку населили у садашњи Синкјанг у северозападној Кини. Део Ујгура је отишао на запад у садашњи Узбекистан и тамо се населили. Данас су познати као Узбеци.
Монголска освајања која почињу у раном 13. веку, проузроковало су низ покрета туркијских народа што се наставило у неколико векова. Кипчаци из области Иртиш полазе на југозапад кроз Казахстан и настањују се у садашњој југозападној Русији. Монголски најезда их је уништила, а пао је и последњи остатак некад моћног Селџучког царства на тлу Ирана. Са смрћу Џингис Кана 1227. године његово царство се поделило, што је резултовало процесом исламизације и туркификације Монгола изван монголског подручја. Њихов утицај слаби, а расте моћ Туркијаца у централној Азији. Један од туркијских вођа, Тимур, био је способан да у касном 14. веку прошири своју власт преко већине југозападне Азије. Тек у 15. веку, руска експанзија према Каспијском језеру је отерала Туркијце источно, у садашњи Казахстан. Данас их познајемо као Казахе.
Због процеса миграција, освајања, мешовитих бракова и асимилације, многи су туркијски народи садашње централне и југозападне Азије мешаног поријекла. Након Руске револуције 1917. године, туркијски народи почињу стварати зачетке будућих националних заједница као што су Казахстан, Узбекистан, Киргизија и Туркменија.

## Туркијски народи данас
Најбројнији туркијски народи после Турака из Турске су Узбеци, данас настањени у Узбекистану и Авганистану. Њихово име дошло је по Ез бегу, највећем кану Златне хорде. Друга велика група су Казаси, који су настали од Кипчака, дела Златне хорде. Већина живи у Казахстану, а има их и у Синкјангу и Гансуу у Кини. Киргизи, пореклом са обале Јенисеја, живе у Киргизији, има их и у Авганистану и западној Кини. Туркмени или Туркомани су до 1924. били номадска племена без државног јединства. Данас живе у Туркменистану, а такође их има и у Авганистану, Ираку, Сирији и Турској. Азери су из Азербејџана и Ирана, пореклом су од Огуза. Каракалпаци, сродни Казасима, живе у Узбекистану. Татари су подељени на читав низ локалних група, а државно између Русије и Украјине. Пореклом су од Кипчака, а имају могуће и прабугарског елемента. Башкири су расејани преко целе источне европске Русије, данас имају властиту републику у Русији. Језик им је чисто туркијски. Карачајци, Балкари и Кумици са Кавказа су непознатог порекла. Јакути из Сахе су непознатог порекла, али су због језика сврстани у Туркијце. Ујгури су најбројнији народ у Синкјангу, али их има и у средњоазијским републикама.

## Основна подела
Туркијски народи су подељени на 4 главне гране:
- Североисточна грана
- Северозападна грана (Кипчаци)
- Југоисточна грана (Карлуци)
- Југозападна грана (Огузи)

1. Афшари (Afshars).- најраштрканија група Туркијаца у Ирану, има их око 100.000, по језику су сродни Азерима. Живе на обалама језера Урмија код Занџана; дуж границе Курдистана; јужно од Кермана и у Хорасану. Немају никаквог политичког јединства, ипак сви се називају именом Афшари и разликују своје поједине групе од осталих Туркијаца или не-Туркијаца.
2. Алтајци (Ojroti). Русија, живе на планинама Алтај и Алатау, и подељени су у неколико племена: Алтај-кижи, Телеути, Теленгити, Тубалари, Кумандинци и Челканци.
3. Ајну.- Кина. 5.000. Не смеју се мешати с народом Аину са острва Сахалин и Хокаидо.
4. Азери (Азербејџанци, Азербајџанци).- Азербејџан, Иран (шијити).
5. Балкари (Balkars). Русија. Огранак су Карачајаца. Живе у Кабардино-Балкарији са језички несродним Кабардинцима. 1944. су депортовани у Сибир због колаборације са нацистима. 1957. се враћају назад. У 15. веку они и Кабардинци су примили ислам од Кримских Татара и Отоманских Турака.
6. Башкири (Baškorti; Bashkirs), у Башкортостану, Русија.
7. Чагатајци.- Туркменија
8. Чулимски Татари. Русија
9. Чуваши.- Говоре језиком који припада посебној грани туркијских језика, верује се да потичу од Прабугара. Живе у Чувашкој Републици, Русија
10. Долгани. Русија
11. Гагаузи.- Молдова (153.000; 1989.), Украјина, Румунија, Бугарска.
12. Хакаси (Абакански Татари; Khakass).- Русија, у Аутономној области Хакасији. Племена: Сагајци, Бељтири, Кизиљци.
13. Хорасански Турци (Khorasan Turks). Иран.
14. Илсавани или Шахсевени (Shahsavan, Shahseven). Заједничко име за око 50 племена у Источном Азербејџану, Иран. Има их око 100.000, сточари су и номади. Лети воде стоку на испашу по високим падинама Сабалана, док се зими спуштају на Даст-е Могхан, код реке Арас, која чини границу између Русије и Ирана.
15. Јакути. Русија. Настали мешање локалних и туркијских племена
16. Јуруци.- Балкан (Северна Македонија), Турска.
17. Каџари. Чине малу турску енклаву међу Мазандеранима у Ирану. Тек нешто их је стално-насељених, остали су номадски сточари.
18. Карачајци. Русија, у Карачајево-Черкешкој Републици. Муслимани су. Као и Балкарци били су депортовани у централну Азију током Другог светског рата.
19. Каракалпаци. Узбекистан.
20. Карагаси (Тофалари, Сајански Самоједи).- Турцизирани Самоједи, Русија.
21. Караји (Караими) - туркофонски кримски караимски Јевреји, има их на Криму и у Литванији.
22. Карапахи (Karapakhs, (? Карапапак, Karapapaks)). Мање туркијско племе настањено у Ирану у Кхорасану и дуж јужне обале језера Урмија.
23. Кашкајци (Qashqais).- Иран, конфедерација од неколико (већином шијитских) племена Туркијаца у провинцији Фарси; 250.000. Од 1960. многи су насељени по селима и градовима.
24. Казаси. Казахстан. Они су настали одвајањем од Узбека. Садашњи Казаси формирали су се средином 15. века. Први вођа био им је кан Касим (владао у периоду од 1511-1523), који је ујединио казашка племена.
25. Халаџи.- Иран, 17.000
26. Киргизи. Киргистан; 3.000 у Авганистану (на Памиру), већина је 1978. побегла у Пакистан након што су совјетске и авганистанске трупе упале у Уакхан. Живе у јуртама.
27. Кримски Татари.
28. Кумици.- северни Дагестан, Русија. Потомци средњоазијских Кипчака.
29. Ногајци. Русија. Црни и Бијели. Живе у степама Дагестана (једна група) и друга у Ставропољском крају. Говоре различите језике.
30. Салари.- Кина.
31. Шорци.- Русија.
32. Татари. У Татарстану (3,8 милиона), Русија. Језик припада групи Кипчак. Састоје се од више великих група расипаних по Русији и Украјини.
33. Турци.- Турска.
34. Турки.- Кина. Огранак Гагауза. 30 домаћинстава.
35. Туркмени (Туркомани). Туркменија; у Авганистану живи 12 племена, 200.000 (1990). У Ирану живе у крају званом Туркоман Сахра, 250.000 (1986).- Они су пореклом од средњовековних Огуза чија је прадомовина била у Монголији и око језера Бајкал, били су конфедерација позната као Девет Огуза. Од 10. века они се већ налазе у Казахстану северно од Аралског језера. Име им се први пут помиње у изворима из 10. века. Клански вођа Сеџук оснива династију и царство које носи његово име а срж му чине они елементи Огуза који су мигрирали на југ у Авганистан и Иран. Средиште царства било је у Ирану. Отуда се делови Огуза шире у садашњи Азербејџан и Анатолију.
36. Тувинци или Тува. Русија, 314.000 (1995), у Туви.
37. Ујгури. Жути (западни), источни.
38. Уруми.- Украјина.
39. Узбеци. Авганистан, 1,3 милиона; Узбекистан, Таџикстан, Туркменистан и мања група у Ирану (Корасан), у суседству племена Карапаха.

## Мапе распрострањености туркијских народа
- Евроазија
- Кавказ
- Кина
- Авганистан